# Розентал-Билатал
Розентал-Билатал (њем. Rosenthal-Bielatal) општина је у њемачкој савезној држави Саксонија. Једно је од 41 општинског средишта округа Зексише Швајц-Остерцгебирге. Према процјени из 2010. у општини је живјело 1.696 становника. Посједује регионалну шифру (AGS) 14628340.

## Географски и демографски подаци
Розентал-Билатал се налази у савезној држави Саксонија у округу Зексише Швајц-Остерцгебирге. Општина се налази на надморској висини од 408 метара. Површина општине износи 46,4 km². У самом мјесту је, према процјени из 2010. године, живјело 1.696 становника. Просјечна густина становништва износи 37 становника/km².

## Међународна сарадња
| Мјесто | Држава | Врста сарадње | Од    |
| ------ | ------ | ------------- | ----- |
|        | Чешка  | контакт       | 2000. |
| Извор  |        |               |       |